# 馬爾欽·瓦西萊夫斯基
馬爾欽·瓦西萊夫斯基（波蘭語：Marcin Wasilewski，1980年6月9日—）是波蘭職業足球員。司職後衛。他曾效力于比利時足球甲級聯賽球隊安德萊赫特足球俱樂部。他也代表波蘭國家足球隊參加賽事。

## 球員生涯
2013年9月13日，華斯利斯基以自由身加盟英冠球隊莱斯特城，合約為期一年。
2014年5月22日，華斯利斯基與莱斯特城續約一年，跟隨球隊升上英超作賽。

## 外部連結
- 足球数据库：馬辛·華斯利斯基的球员统计数据